# Globulinella globifera
Globulinella globifera är en bladmossart som beskrevs av Steere 1946. Globulinella globifera ingår i släktet Globulinella och familjen Pottiaceae. Inga underarter finns listade i Catalogue of Life.